# Sång till Närke
Sång till Närke är en text av folkskolläraren Albert Johansson i Almby skola i Örebro från 1942. Musiken är av Sven Welin. Originalet finns i Saxon-avdelningen på Örebro stadsbibliotek. Den är utgiven på Emil Carelius förlag där den har nr 287.

## Text
Vi hälsa dig Närke, vår älskade hembygd! 

Du binder oss alla med fostrarens band, 

varhelst vi än bo under himmelens skyar 

från Tivedens skog upp till järnbäraland.

Du skogarnas Närke, där taltrasten tolkar 

vår aning och dröm i den nordiska vår!

Du slätternas Närke, där lärkorna stiga 

i jublande sång, medan tegmannen sår. 

Du Närke, den storm dina skogar har dämpat, 

går mild över slätternas blommande råg, 

och därföre ger du oss kraften och lugnet 

och odlarens trygga och rofyllda håg. 

Du ger oss den fasta men lågmälda rösten, 

du ger oss den segrandes styrka och märg. 

Vi hälsar dig Närke, där guldaxen skördas 

i hägnet av blånande skogar och berg. 